# Dogmersfield
Dogmersfield är en civil parish i Storbritannien.   Den ligger i grevskapet Hampshire och riksdelen England, i den södra delen av landet, 60 km sydväst om huvudstaden London. Antalet invånare är 249. Arean är 7,7 kvadratkilometer.
Terrängen i Dogmersfield är platt.